# درون‌زاد
مواد درون‌زاد (به انگلیسی: Endogenous) در فیزیولوژی جانداران عبارت از موادی هستند که منشاءشان از درون اندام، بافت، یا سلول آن موجود باشند.